# Borge kommun, Nordland
Borge kommun (norska: Borge kommune) var en kommun i Nordland fylke i norra Norge. Byn Bøstad utgjorde kommunens centralort.

## Administrativ historik
Borge kommun upprättades den 1 januari 1838 (som Borge formannskapsdistrikt) när Formannskapslovene från 1837 trädde i kraft. Kommunen omfattade då de norra och östra delarna av nuvarande Vestvågøy kommun.
1927 bröts Valbergs kommun ut ur kommunen som då minskade från 4 718 invånare före delningen till 4 093 invånare efter. Den återstående delen omfattade den norra delen av nuvarande Vestvågøy kommun.
Den 1 januari 1963 gick Borge kommun, tillsammans med kommunerna Buksnes, Hol och Valberg, upp i Vestvågøy kommun. Kommunens hade då 4 056 invånare.